# Zničení Svazu Z
Zničení Svazu Z nebo také bitva u Kuantanu byla jedna z námořních bitev druhé světové války v Pacifiku. Proběhla ve dne 10. prosince 1941 a jednoznačně prokázala efektivitu leteckých útoků proti hladinovým plavidlům, která nejsou chráněna leteckou podporou. Letadla japonského císařského námořního letectva toho dne potopila britskou bitevní loď HMS Prince of Wales a bitevní křižník Repulse, které se pokusily narušit vyloďování japonských jednotek na Malajském poloostrově.

## Pozadí

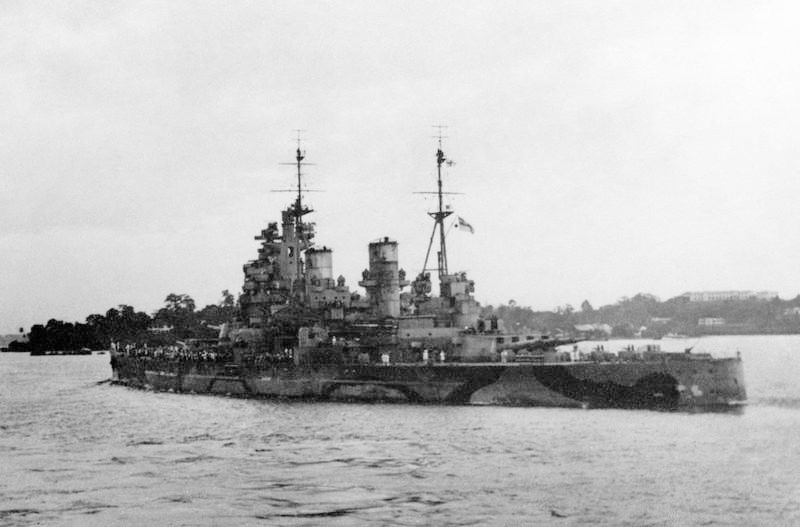
HMS Prince of Wales vyplouvá ze Singapuru

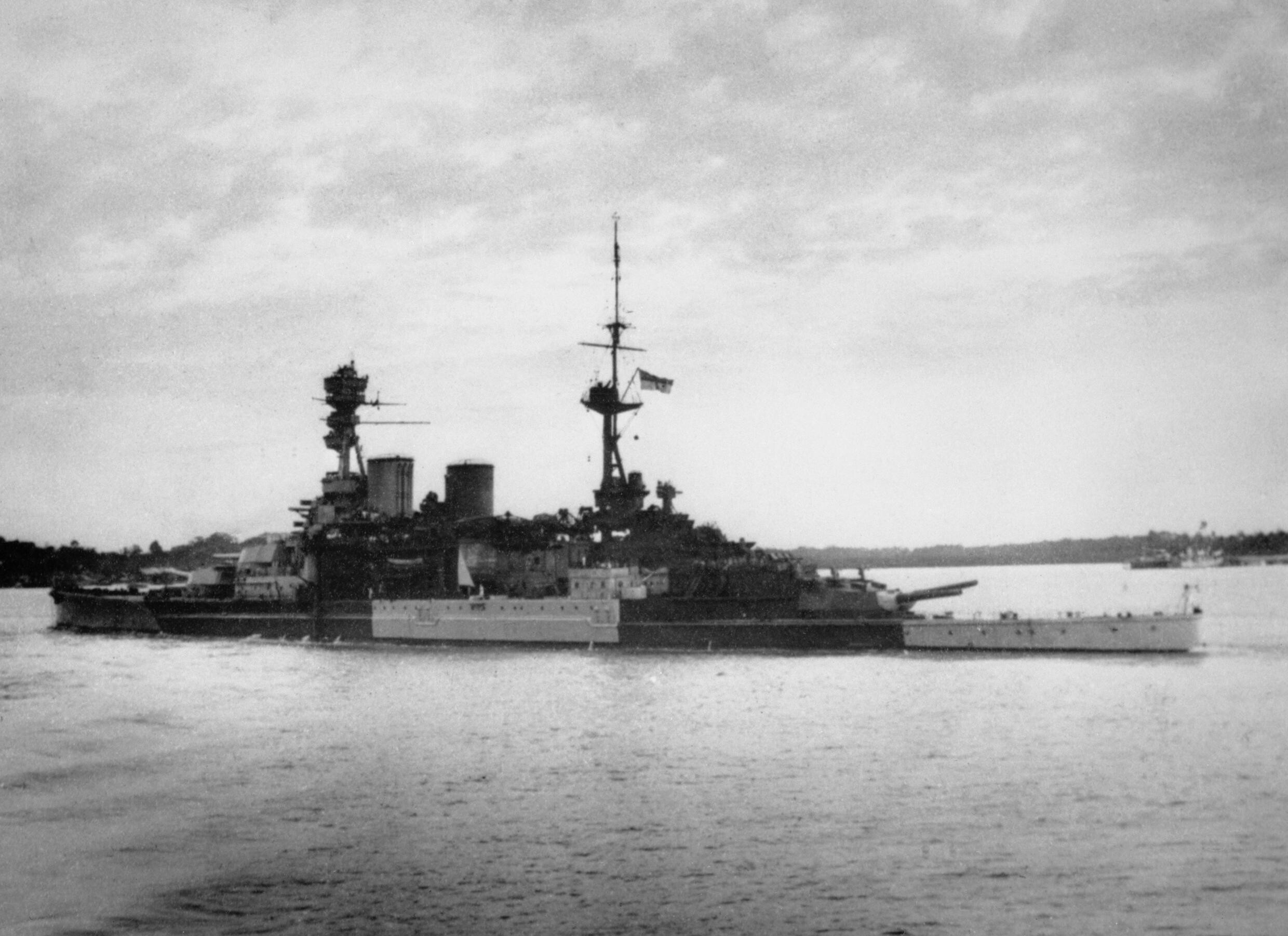
HMS Repulse vyplouvá ze Singapuru

Od poloviny roku 1941 si britská vláda začala uvědomovat zhoršující se situaci v Asii a nutnost vyslat do oblasti flotilu, která by výrazně posílila její pozice. Po dlouhých tahanicích nad složením flotily bylo 20. října rozhodnuto, že flotilu, jež dostala název Svaz Z, bude tvořit bitevní loď HMS Prince of Wales, bitevní křižník Repulse a letadlová loď HMS Indomitable. Velením Svazu Z byl pověřen viceadmirál sir Thomas Phillips. Cílem Svazu Z bylo jednak odstrašit Japonce od zahájení vojenských operací a jednak poskytnout záruky spojencům v oblasti – tedy Austrálii a Novému Zélandu. Bojová hodnota této flotily byla velká. Především Prince of Wales byla jedna z nejmodernějších bitevních lodí. Bitevní ostruhy získala při pronásledování německé bitevní lodi Bismarck, zejména v bitvě v Dánském průlivu, při níž byl potopen britský bitevní křižník HMS Hood.
Síla flotily však byla oslabena hned na počátku. Letadlová loď Indomitable při cvičné plavbě u Jamajky najela na mělčinu a musela být opravena. Admiralita po váhání, kterou letadlovou loď pošle do Asie místo ní, rozhodla, že žádnou letadlovou loď nemůže postrádat - jediná v té době funkční britská letadlová loď HMS Victorious byla vázána ve vodách Severního moře kvůli hrozbě německé bitevní lodi Tirpitz. A tak 2. prosince připluly do Singapuru jen Prince of Wales a Repulse. Odpoledne 8. prosince vyplul Phillips, k jehož svazu se připojily torpédoborce HMS Electra, HMS Express, HMAS Vampire a HMS Tenedos, aby napadl Japonce vyloďující se v Malajsii.
Leteckou podporu japonských operací v Malajsii zajišťovala 22. kókú sentai (letecká flotila) námořního letectva pod velením kontradmirála Sadaičiho Macunagy. V říjnu byla 22. kókú sentai přesunuta z letišť na Tchaj-wanu na indočínská letiště u Saigonu. Počátkem prosince měl Macunaga k dispozici Mihoro a Genzan kókútai (genzanský a mihorský letecký pluk/skupina), které měly každý 48 bombardérů Micubiši G3M2 „Nell“ a polovinu Kanoja kókútai s 26 bombardéry Micubiši G4M1 „Betty“.

## Bitva

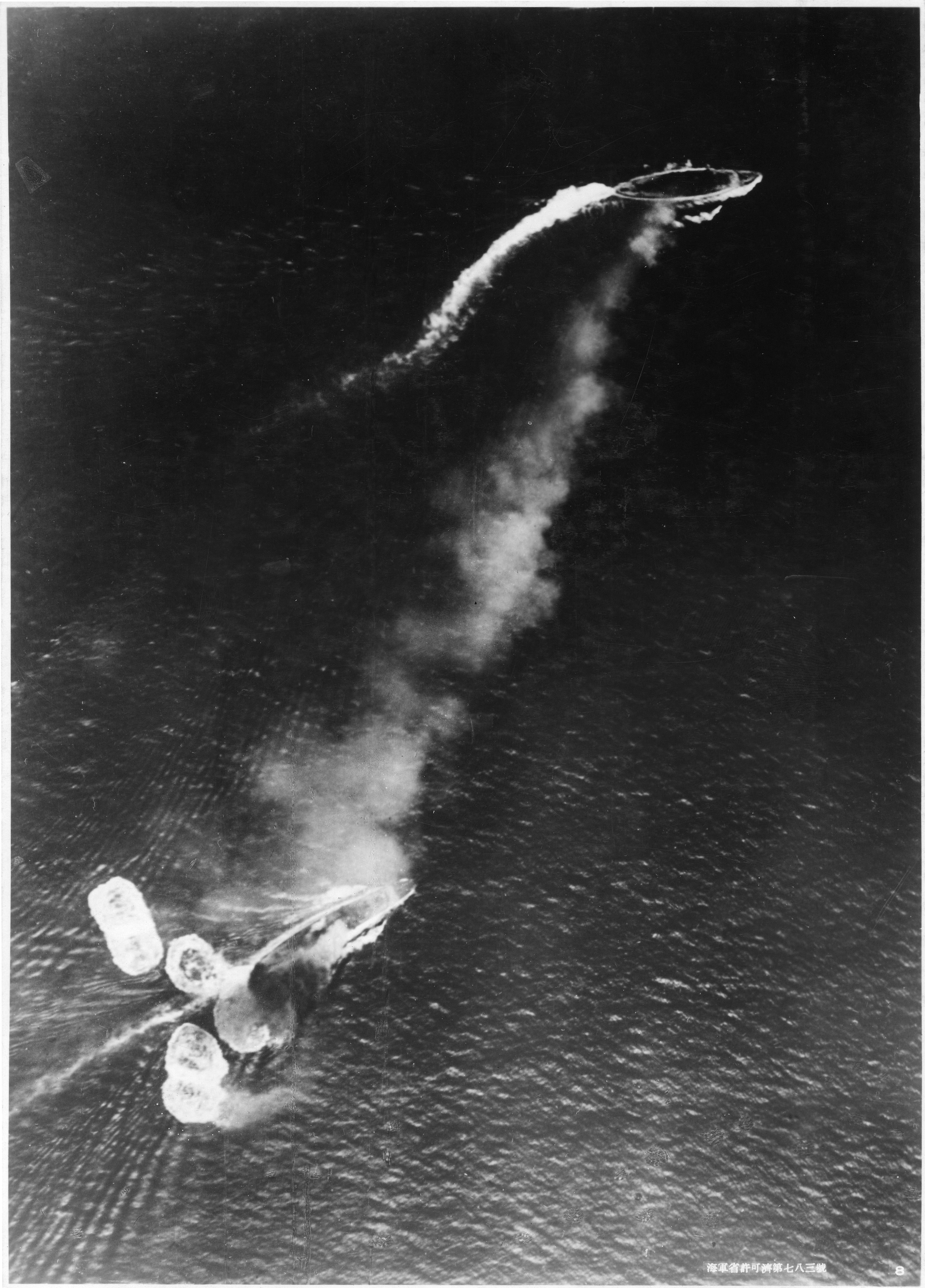
HMS Repulse (dole vlevo) napadený japonskými bombardéry

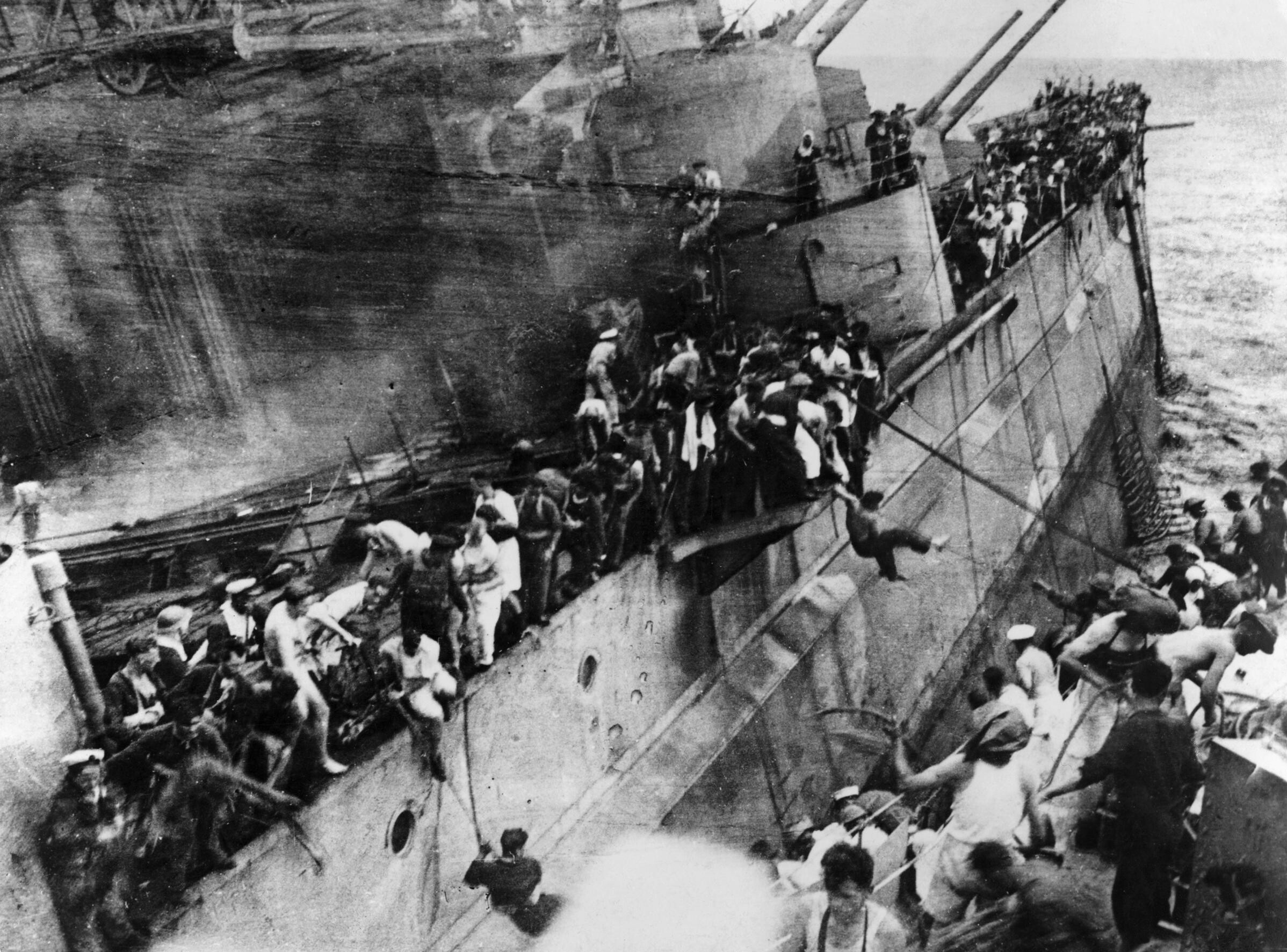
Posádka opouští zasažený Prince of Wales a přestupuje na palubu torpédoborce Express

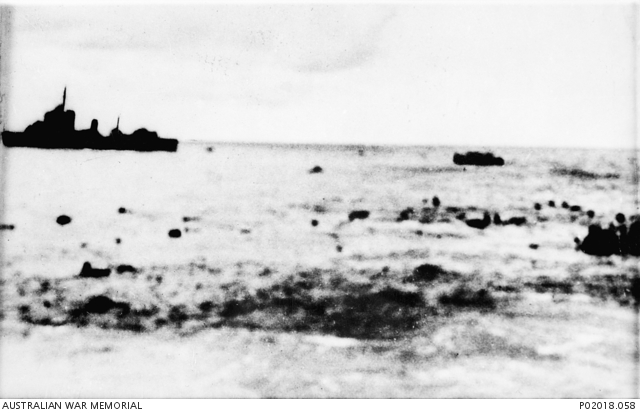
Trosečníci z HMS Prince of Wales a HMS Repulse ve vodě

Dne 8. prosince se na severovýchodě Malajského poloostrova začaly vyloďovat japonské jednotky. Odpoledne 8. prosince vyplul Phillips se svazem Z ze Singapuru, aby napadl jednotky vyloďující se u Singory. Odpoledne 9. prosince byl svaz zpozorován ponorkou I-58 a poté ještě hydroplány z japonských křižníků. Jelikož moment překvapení byl ztracen, rozhodl se Phillips ve 20:55 operaci přerušit vrátit se do Singapuru.
Mezi 7:35 a 9:30 dne 10. prosince odstartovalo několik vln japonských bombardérů z letišť u Saigonu. Bylo vysláno celkem 34 bombardérů s pumami a 51 bombardérů s torpédy. Japonští piloti zaútočili hlavně na Prince of Wales a Repulse. O doprovodné torpédoborce nejevili Japonci přílišný zájem. Někdy kolem 11:15 zaútočila skupina 9 strojů na Repulse z výšky 3000 metrů. Jedna puma zasáhla střed lodě. Další skupina, tentokrát s torpédy, udeřila na bitevní loď i křižník v 11:42. Po skupinách po dvou nebo po třech klesali Japonci z výšky 1000 metrů k hladině. Prince of Wales se sice začal obracet doleva, ale nestihl to. Dvě torpéda zasáhla levobok. Lodní protiletecká obrana nedokázala zastavit dobře vycvičené Japonce. Prince of Wales se naklonil o 13 stupňů doleva a zpomalil o 10 uzlů. Navíc bylo ochromeno kormidlo a došlo k poškozením lodních strojů.
Ve 12:15, po hlášení od svazu Z, odstartovalo ze Singapuru svazu na pomoc několik stíhaček Brewster „Buffalo“. Na místo zkázy však přiletěly až po bitvě.
Na Repulse začaly útočit další letouny a loď se stále úspěšně vyhýbala jak pumám, tak i torpédům, ovšem i na Repulse nakonec došlo. Někdy ve 12.20 zaútočily torpédové bombardéry ve dvou skupinách a ze dvou směrů vypustily torpéda. Repulse se dokázal vyhnout torpédům jedné skupiny, ovšem těm z druhé skupiny neunikl. Ve 12:23 se objevila další skupina a zasáhla Repulse čtyřmi torpédy. Protiletadlové baterie střílely, ale palba nedokázala zastavit japonské piloty. Osud bitevního křižníku Repulse se naplnil ve 12:33, kdy se potopil i s 513 námořníky na palubě.
Bitevní loď Prince of Wales se stále držela na hladině. Po zásahu dvěma torpédy na ní ve 12:44 zaútočila ještě skupina 9 bombardérů a zasáhly střed Prince of Wales. Ani teď protiletadlová obrana na Prince of Wales nedokázala zarazit japonské piloty. Ve 13:20 se bitevní loď potopila a vzala s sebou i admirála Phillipse, který odmítl opustit loď a místo toho chtěl sdílet osud své vlajkové lodi. Spolu s ním zahynulo 326 námořníků.
Doprovodné torpédoborce vzaly na palubu na 1200 mužů z Prince of Wales a asi 800 mužů z Repulse. Zahynulo celkem 840 námořníků.

## Důsledky
Zničením Svazu Z přišli Britové o možnost zabránit výsadkům v Thajsku a Malajsii. V konečném důsledku to znamenalo nejenom pád Thajska a Malajsie, ale i ztrátu Singapuru 15. února 1942. Japonci potopením obou obrněnců rovněž dokázali zastáncům bitevních lodí, že letadla dokáží potopit i manévrující bitevní loď na širém moři, která se může bránit.